# Sudragi (gromada)
Sudragi – dawna gromada, czyli najmniejsza jednostka podziału terytorialnego Polskiej Rzeczypospolitej Ludowej w latach 1954–1972.
Gromady, z gromadzkimi radami narodowymi (GRN) jako organami władzy najniższego stopnia na wsi, funkcjonowały od reformy reorganizującej administrację wiejską przeprowadzonej jesienią 1954 do momentu ich zniesienia z dniem 1 stycznia 1973, tym samym wypierając organizację gminną w latach 1954–1972.
Gromadę Sudragi z siedzibą GRN w Sudragach utworzono – jako jedną z 8759 gromad na obszarze Polski – w powiecie sierpeckim w woj. warszawskim, na mocy uchwały nr VI/10/19/54 WRN w Warszawie z dnia 5 października 1954. W skład jednostki weszły obszary dotychczasowych gromad Kapuśniki, Pawłowo, Sudragi, Śniechy, Żochowo i Żurawieniec ze zniesionej gminy Gójsk w tymże powiecie. Dla gromady ustalono 12 członków gromadzkiej rady narodowej.
31 grudnia 1959 z gromady Sudragi wyłączono wsie Pawłowo i Żurawiniec, włączając je do gromady Gójsk w tymże powiecie, po czym gromadę Sudragi zniesiono a jej (pozostały) obszar włączono do gromady Ligowo tamże.